# Sibirocyba
Sibirocyba là một chi nhện trong họ Linyphiidae.